# Róbert Nagy
Róbert Nagy (ur. 20 września 1967 w Segedynie) – węgierski żużlowiec.

## Życiorys
Siedmiokrotny medalista indywidualnych mistrzostw Węgier: czterokrotnie złoty (1993, 1998, 2000, 2001) oraz trzykrotnie brązowy (1988, 1994, 2010). Złoty medalista mistrzostw Węgier par klubowych (2002). Pięciokrotny medalista drużynowych mistrzostw Węgier: trzykrotnie złoty (1990, 1993, 1994), srebrny (2008) oraz brązowy (1989). Srebrny medalista otwartych indywidualnych mistrzostw Republiki Południowej Afryki (1993). Trzykrotny medalista drużynowych mistrzostw Niemiec: złoty (2001), srebrny (1999) oraz brązowy (2000). Srebrny medalista drużynowych mistrzostw Słowenii (1998). Zwycięzca indywidualnych mistrzostw Premier League (1992).
Finalista indywidualnych mistrzostw świata juniorów (Równe 1986 – XV miejsce). Finalista indywidualnych mistrzostw świata (Heusden-Zolder 2001 – XI miejsce). Wielokrotny reprezentant Węgier w eliminacjach drużynowych oraz indywidualnych mistrzostw świata (najlepszy wynik: Lonigo 1995 – X miejsce w Grand Prix Challenge).
Startował w ligach: węgierskiej, austriackiej, niemieckiej, słoweńskiej, włoskiej, brytyjskiej (w barwach klubów: Glasgow Tigers – 1992–1994, Middlesbrough Bears – 1995, Hull Vikings 1996 i Long Eaton Invaders 1996) oraz polskiej (w barwach klubów: Stal Rzeszów – 1991, Unia Tarnów – 1995, ŻKS Krosno – 1998–1999, ŁTŻ Łódź – 2000–2001, TŻ Opole – 2002 i Speedway Miszkolc – 2010).